# 比爾什托納斯 (市鎮)
比爾什托納斯是立陶宛考那斯縣内的市镇，行政中心为比爾什托納斯镇。市镇面積为124平方公里，2020年人口数量为4,069人。